# Cercle de la voile de Paris
Pour les articles homonymes, voir CVP.
Le Cercle de la voile de Paris (CVP) est un club nautique fondé en 1858. Son siège est situé aux Mureaux depuis 1893. Sa base, le plan d'eau de Meulan-en-Yvelines, sur la Seine a été le site d'épreuves de voile aux Jeux olympiques de 1900 et de 1924.
Le CVP est à l'origine d'épreuves de renommée internationale comme la Coupe internationale du Cercle de la voile de Paris en 1899, plus connue sous le nom de One Ton Cup, et le Bol d'Or en 1930. Le CVP a présenté en 1970 et 1974 au New York Yacht Club le premier et second défi français à la Coupe de l'America.
Le CVP a participé à l'élaboration de jauges de course tel les 30 m2 du CVP, lancé de nouvelles séries de dériveurs comme le Sharpie 9 m2 et ses membres ont régaté lors de nombreuses épreuves internationales et olympiques.
Le CVP est Club alliés du Yacht Club de France

## Historique
À sa fondation, en 1858, le club était basé sur le bassin d'Argenteuil au Petit-Gennevilliers. Son nom d'origine est le Cercle des voiliers de la Basse-Seine. Un an plus tard, il prend le nom de Cercle des yachts de Paris pour se différencier de la section Voile de la Basse Seine de la Société des Régates Parisiennes. En 1868, Lucien Môre, président de cette société, démissionne de son poste et vient s’inscrire au Cercle des Yachts de Paris, accompagné d’une grande partie de la section Voile de son club. Il se présente au conseil et à l’issue de l’Assemblée Générale de 1869, Lucien Môre est élu vice-président. Le Cercle des Yachts de Paris prend alors le nom de Cercle de la voile de Paris.
Le CVP quitte les rives du bassin d'Argenteuil en 1893 au début de la construction du pont-aqueduc de Colombes, qui coupe le bassin des régates en deux.
Gustave Caillebotte et son frère Martial s'inscrivent en 1878 au Cercle de la voile de Paris que fréquentent déjà Manet, Monet et Sisley.

## Les séries
Le CVP est principalement un club de quillards de sport :
- Le Soling, quillard de sport à 3 équipiers,
- Le Star, quillard de sport à 2 équipiers,
- Le Monotype 7M50, quillard de sport à 3 équipiers,
- Autres séries : Bélouga, DC 20, 5o5, Sharpie...